# Radek Smoleňák
Radek Smoleňák (* 3. prosince 1986, Praha) je český hokejový útočník naposledy hrající za tým Rytíři Kladno. Působí rovněž jako hráčský agent.
Dne 4. října 2023, po 6 letech, opustil klub Mountfield HK, kde dělal 4 roky kapitána týmu, následně odešel do svého mateřského klubu Rytíři Kladno.

## Soukromý život
Je také členem týmu Real TOP Praha, v jehož dresu se zúčastňuje charitativních zápasů a akcí. Vedle ledního hokeje podniká s manželkou Hanou s dětským zbožím.

## Ocenění a úspěchy
- 2005 CHL - Top Prospects Game
- 2012 SM-l - Nejlepší střelec v playoff

## Prvenství
- Debut v NHL - 2. prosince 2012 (Philadelphia Flyers proti Tampa Bay Lightning)
- První asistence v NHL - 2. prosince 2012 (Philadelphia Flyers proti Tampa Bay Lightning)

## Klubová statistika
| Sezóna       | Klub                      | Soutěž       |     | Základní část | Základní část | Základní část | Základní část | Základní část |    | Play off | Play off | Play off | Play off | Play off |
| Sezóna       | Klub                      | Soutěž       | Z   | G             | A             | B             | TM            | Z             | G  | A        | B        | TM       |          |          |
| 2000–01      | HC Vagnerplast Kladno     | ČHL-18       | 3   | 0             | 0             | 0             | 0             | —             | —  | —        | —        | —        |          |          |
| 2001–02      | HC Vagnerplast Kladno     | ČHL-18       | 35  | 21            | 13            | 34            | 16            | —             | —  | —        | —        | —        |          |          |
| 2002–03      | HC Vagnerplast Kladno     | ČHL-18       | 41  | 39            | 27            | 66            | 52            | 9             | 7  | 3        | 10       | 18       |          |          |
| 2002–03      | HC Vagnerplast Kladno     | ČHL-20       | 4   | 2             | 0             | 2             | 6             | —             | —  | —        | —        | —        |          |          |
| 2003–04      | HC Rabat Kladno           | ČHL-20       | 54  | 27            | 25            | 52            | 53            | 7             | 3  | 4        | 7        | 0        |          |          |
| 2004–05      | Kingston Frontenacs       | OHL          | 67  | 32            | 28            | 60            | 58            | —             | —  | —        | —        | —        |          |          |
| 2005–06      | Kingston Frontenacs       | OHL          | 65  | 42            | 42            | 84            | 109           | 6             | 1  | 3        | 4        | 20       |          |          |
| 2006–07      | Johnstown Chiefs          | ECHL         | 43  | 15            | 20            | 35            | 35            | 1             | 0  | 0        | 0        | 0        |          |          |
| 2006–07      | Springfield Falcons       | AHL          | 20  | 0             | 1             | 1             | 8             | —             | —  | —        | —        | —        |          |          |
| 2007–08      | Norfolk Admirals          | AHL          | 56  | 15            | 11            | 26            | 108           | —             | —  | —        | —        | —        |          |          |
| 2007–08      | Mississippi Sea Wolves    | ECHL         | 19  | 7             | 8             | 15            | 14            | —             | —  | —        | —        | —        |          |          |
| 2008–09      | Norfolk Admirals          | AHL          | 71  | 24            | 25            | 49            | 165           | —             | —  | —        | —        | —        |          |          |
| 2008–09      | Tampa Bay Lightning       | NHL          | 6   | 0             | 1             | 1             | 10            | —             | —  | —        | —        | —        |          |          |
| 2009–10      | Chicago Blackhawks        | NHL          | 1   | 0             | 0             | 0             | 5             | —             | —  | —        | —        | —        |          |          |
| 2009–10      | Norfolk Admirals          | AHL          | 39  | 7             | 14            | 21            | 49            | —             | —  | —        | —        | —        |          |          |
| 2009–10      | Abbotsford Heat           | AHL          | 21  | 2             | 4             | 6             | 26            | —             | —  | —        | —        | —        |          |          |
| 2010–11      | HC Sparta Praha           | ČHL          | 42  | 14            | 2             | 16            | 20            | —             | —  | —        | —        | —        |          |          |
| 2010–11      | HC Vagnerplast Kladno     | ČHL          | 6   | 1             | 1             | 2             | 14            | —             | —  | —        | —        | —        |          |          |
| 2011–12      | Porin Ässät               | SM-l         | 42  | 14            | 10            | 24            | 18            | —             | —  | —        | —        | —        |          |          |
| 2011–12      | Pelicans                  | SM-l         | 15  | 5             | 8             | 13            | 12            | 17            | 8  | 3        | 11       | 14       |          |          |
| 2012–13      | Pelicans                  | SM-l         | 32  | 18            | 10            | 28            | 22            | —             | —  | —        | —        | —        |          |          |
| 2012–13      | Torpedo Nižnij Novgorod   | KHL          | 7   | 1             | 0             | 1             | 0             | —             | —  | —        | —        | —        |          |          |
| 2012–13      | Timrå IK                  | SEL          | 9   | 3             | 2             | 5             | 6             | —             | —  | —        | —        | —        |          |          |
| 2013–14      | Pelicans                  | Liiga        | 21  | 14            | 5             | 19            | 20            | —             | —  | —        | —        | —        |          |          |
| 2013–14      | HK Jugra Chanty-Mansijsk  | KHL          | 28  | 5             | 9             | 14            | 12            | —             | —  | —        | —        | —        |          |          |
| 2014–15      | TPS Turku                 | Liiga        | 31  | 13            | 10            | 23            | 45            | —             | —  | —        | —        | —        |          |          |
| 2014–15      | MODO Hockey               | SHL          | 23  | 4             | 5             | 9             | 12            | —             | —  | —        | —        | —        |          |          |
| 2015–16      | KHL Medveščak             | KHL          | 59  | 16            | 19            | 35            | 14            | —             | —  | —        | —        | —        |          |          |
| 2016–17      | HC Slovan Bratislava      | KHL          | 13  | 5             | 6             | 11            | 16            | —             | —  | —        | —        | —        |          |          |
| 2017–18      | HC Slovan Bratislava      | KHL          | 24  | 5             | 14            | 19            | 14            | —             | —  | —        | —        | —        |          |          |
| 2017–18      | Mountfield HK             | ČHL          | 12  | 6             | 3             | 9             | 6             | 13            | 5  | 2        | 7        | 10       |          |          |
| 2018–19      | Mountfield HK             | ČHL          | 38  | 12            | 22            | 34            | 44            | 4             | 0  | 0        | 0        | 16       |          |          |
| 2018–19      | SC Rapperswil-Jona Lakers | NL           | 7   | 1             | 1             | 2             | 0             | —             | —  | —        | —        | —        |          |          |
| 2019–20      | Mountfield HK             | ČHL          | 52  | 23            | 14            | 37            | 38            | 2             | 0  | 1        | 1        | 0        |          |          |
| 2020–21      | Mountfield HK             | ČHL          | 51  | 20            | 15            | 35            | 52            | 6             | 1  | 1        | 2        | 4        |          |          |
| 2021–22      | Mountfield HK             | ČHL          | 56  | 15            | 20            | 35            | 49            | 5             | 2  | 0        | 2        | 2        |          |          |
| 2022–23      | Mountfield HK             | ČHL          | 26  | 7             | 2             | 9             | 31            | 13            | 1  | 2        | 3        | 8        |          |          |
| 2023–24      | Mountfield HK             | ČHL          | 1   | 0             | 0             | 0             | 0             | —             | —  | —        | —        | —        |          |          |
| 2023-24      | Rytíři Kladno             | ČHL          | 45  | 18            | 11            | 29            | 24            | —             | —  | —        | —        | —        |          |          |
| Celkem v ČHL | Celkem v ČHL              | Celkem v ČHL | 332 | 117           | 90            | 207           | 282           | 55            | 12 | 7        | 19       | 42       |          |          |
| Celkem v KHL | Celkem v KHL              | Celkem v KHL | 131 | 32            | 48            | 80            | 56            | —             | —  | —        | —        | —        |          |          |

## Reprezentace
| Rok                       | Tým                       | Soutěž                    | Z | G | A | B | TM |
| ------------------------- | ------------------------- | ------------------------- | - | - | - | - | -- |
| 2004                      | Česko 18                  | MS-18                     | 5 | 0 | 1 | 1 | 0  |
| 2015                      | Česko                     | MS                        | 6 | 0 | 0 | 0 | 2  |
| Juniorská kariéra celkově | Juniorská kariéra celkově | Juniorská kariéra celkově | 5 | 0 | 1 | 1 | 0  |
| Seniorská kariéra celkově | Seniorská kariéra celkově | Seniorská kariéra celkově | 6 | 0 | 0 | 0 | 2  |